# Ogni cosa è segreta
Ogni cosa è segreta (Every Secret Thing) è un film del 2014 diretto da Amy Berg e scritto da Nicole Holofcener, basato sul romanzo Ogni cosa è segreta scritto da Laura Lippman.
Il film segna il debutto come produttrice del premio oscar Frances McDormand. La pellicola è stata distribuita nelle sale statunitensi il 15 maggio 2015.

## Trama
Ronnie Fuller e Alice Manning sono due ragazzine di otto anni. Alice è figlia unica di una madre single che l'ha cresciuta amorevolmente. Ronnie invece è figlia di una famiglia disagiata. Le due ragazzine non sono amiche ma la madre di Alice, Helen, incoraggia la figlia ad andare a una festa di compleanno in compagnia di Ronnie, poiché è sempre sola e senza amici.
Alla festa Alice regala alla festeggiata un libro, mentre tutte le altre ragazzine hanno fatto regali più costosi. Ronnie ha portato come regalo una bambola, ma non vuole consegnarlo. Ronnie cerca di nascondere il suo pacchetto regalo ma Alice, per umiliare l'amica, mostra il suo regalo. Ronnie insulta la ragazzina festeggiata e, mentre la madre della ragazzina la insegue per rimproverarla, Ronnie la colpisce al viso ed entrambe sono cacciate dalla festa, con Alice che si lamenta di non aver fatto niente per meritarlo. Sulla via di casa, silenziose, notano una bambina lasciata fuori dalla porta di casa sotto una veranda, una bimba di colore di qualche mese di vita. Ronnie bussa alla porta ma nessuno risponde così decide di prendere la bambina.
Anni dopo, Alice è diventata obesa e passa i suoi giorni in giro a piedi fissando le persone. Ronnie lavora in un supermercato. Alice durante le sue giornate si nasconde dietro palizzate e cespugli per fissare Ronnie quando esce dal lavoro o rientra. Nel frattempo la detective Nancy Porter che aveva seguito il loro caso da bambine, viene affidata ad un altro caso: il rapimento di una bambina di circa 3 anni, di colore.
La detective è molto scossa da questo rapimento e la madre della bambina assassinata accusa le due ragazzine di esserne le colpevoli.
Ronnie anni prima era stata convinta con un lavaggio del cervello da parte dell'amica Alice a uccidere la bambina che avevano rapito, poiché la bambina sembrava stare sempre peggio a causa della malnutrizione, della precarietà e trascuratezza del modo in cui la tenevano nascosta in un sotterraneo abbandonato.
Si viene a scoprire che Alice ha avuto una bambina con un ragazzo nero, ed è stata costretta a darla in adozione: la ragazza cammina per la città per cercare sua figlia. Ronnie è spaventata da Alice. La bambina rapita viene ritrovata, era stata affidata alla madre di Rodrigo, il compagno di Alice.
Ronnie non riesce a convivere con il senso di colpa e si suicida. Alice invece viene esaltata davanti alle telecamere dove mentendo, si dichiara non colpevole del crimine di cui è stata accusata e chiede in restituzione la sua bambina biologica, sostenendo falsamente di essere stata stuprata in carcere.

## Produzione
Il 10 agosto 2010 Deadline.com ha riportato che l'attrice Frances McDormand ha comprato i diritti del romanzo Ogni cosa è segreta del 2004, scritto da Laura Lippman, e che avrebbe prodotto un film insieme a Anthony Bregman. Il 31 luglio 2012, Variety ha dato la notizia che Nicole Holofcener ha scritto la sceneggiatura traendola dal libro della Lippman ed è stata scelta Amy J. Berg per dirigere il film; questo avrebbe segnato il suo debutto alla regia.

### Casting
Diane Lane, aggiunta al cast dalla produttrice McDormand, ha avuto il ruolo di Helen Manning, madre di Alice Manning, una diciottenne diventata una sospettata nella scomparsa di un bambino. Il 9 settembre, anche Elizabeth Banks firma per recitare con la Lane. Il personaggio della Banks, la detective Nancy Porter, si ritrova coinvolta emotivamente nel caso. Il 7 febbraio 2013, Dakota Fanning e Danielle Macdonald si sono unite al cast del film. Alla Fanning è andato il ruolo da protagonista, Veronica "Ronnie" Fuller, diciottenne, sospettata per la scomparsa di un bambino. Alla Macdonald è stato dato il ruolo della diciottenne Alice Manning, anche lei sospettata per la scomparsa del bambino. Anche Nate Parker si è unito al cast nel marzo 2013, nel ruolo di un poliziotto che affianca la Banks.

### Riprese
Le riprese del film sono cominciate a marzo 2013 a New York.

## Distribuzione
Il film è stato presentato al Tribeca Film Festival il 20 aprile 2014, mentre l'uscita nelle sale statunitensi è avvenuta il 15 maggio 2015. Il film ha registrato tre sold out, e anche la quarta proiezione, aggiunta successivamente, è andata in sold out. Il film ha ricevuto recensioni positive. Gli attori sono stati particolarmente apprezzati, specialmente la performance di Diane Lane.
Ad ottobre 2014 è uscita la notizia che Starz e Anchor Bay Entertainment hanno acquistato i diritti per distribuire Every Secret Thing negli Stati Uniti. L'accordo è stato siglato poco dopo il Toronto Film Festival, dove il film era stato nuovamente acclamato. La WME Global ha negoziato l'accordo al posto dei produttori: tale accordo interessava l'uscita nei cinema, sull'home video e sulla pay TV.
"Questo è un bellissimo film" ha detto Kevin Kasha, capo delle acquisizioni alla Starz. "Ha una storia che prende, con un grande cast, e siamo eccitati ad averlo alla Starz e di gestire la distribuzione attraverso la Starz Digital Media e Anchor Bay." "Every Secret Thing è una notevole collaborazione di donne in un film e offre uno sguardo unico nella mente degli adolescenti" ha commentato Amy Berg. "Sono così contenta che sarà nei cinema in primavera."
Il 12 marzo 2015, il film è stato proiettato all'evento New York Film Critics Series, seguito da domande e risposte con le attrici Diane Lane e Dakota Fanning, la regista Amy Berg e la produttrice Frances McDormand. Questo è stato un evento precedente all'uscita ufficiale, che è stata poi a maggio 2015.
Il trailer, il sito e i poster sono diventati attivi e disponibili il 15 aprile 2015, annunciando ufficialmente come data di uscita nei cinema il 15 maggio 2015.

## Accoglienza
La pellicola ha incassato 103536 $ negli Stati Uniti.

### Critica
Sul sito Rotten Tomatoes ha ottenuto il 31% delle recensioni professionali positive con un voto medio di 5,2 su 10, basato su 36 recensioni.